# Utqiagvik
Utqiaġvik, antigamente chamada de Barrow, é uma cidade localizada no estado americano de Alasca, no Distrito de North Slope, sendo a maior cidade deste. É uma das cidades mais setentrionais do mundo (a mais setentrional com mais de 2 mil habitantes) e a mais setentrional dos Estados Unidos, estando próxima do Point Barrow, o ponto mais setentrional desta nação. A população era de 4 683 hab. no censo de 2000, com uma população estimada de 4 581 hab. em 2008. O nome Barrow foi uma homenagem a Sir John Barrow.
Em um referendo de outubro de 2016, os eleitores da cidade aprovaram a mudança de seu nome de Barrow para seu tradicional nome na língua Iñupiaq, Utqiaġvik.

## Etimologia
O nome Barrow devia-se o nome ao ponto denominado Point Barrow, que foi assim nomeado em 1825 por Frederick William Beechey em homenagem a Sir John Barrow, do Almirantado do Reino Unido. A região foi lar dos nativos Inupiat durante mais de mil anos sob o nome de Ukpeagvik ou "lugar onde as corujas-das-neves são caçadas".

## História

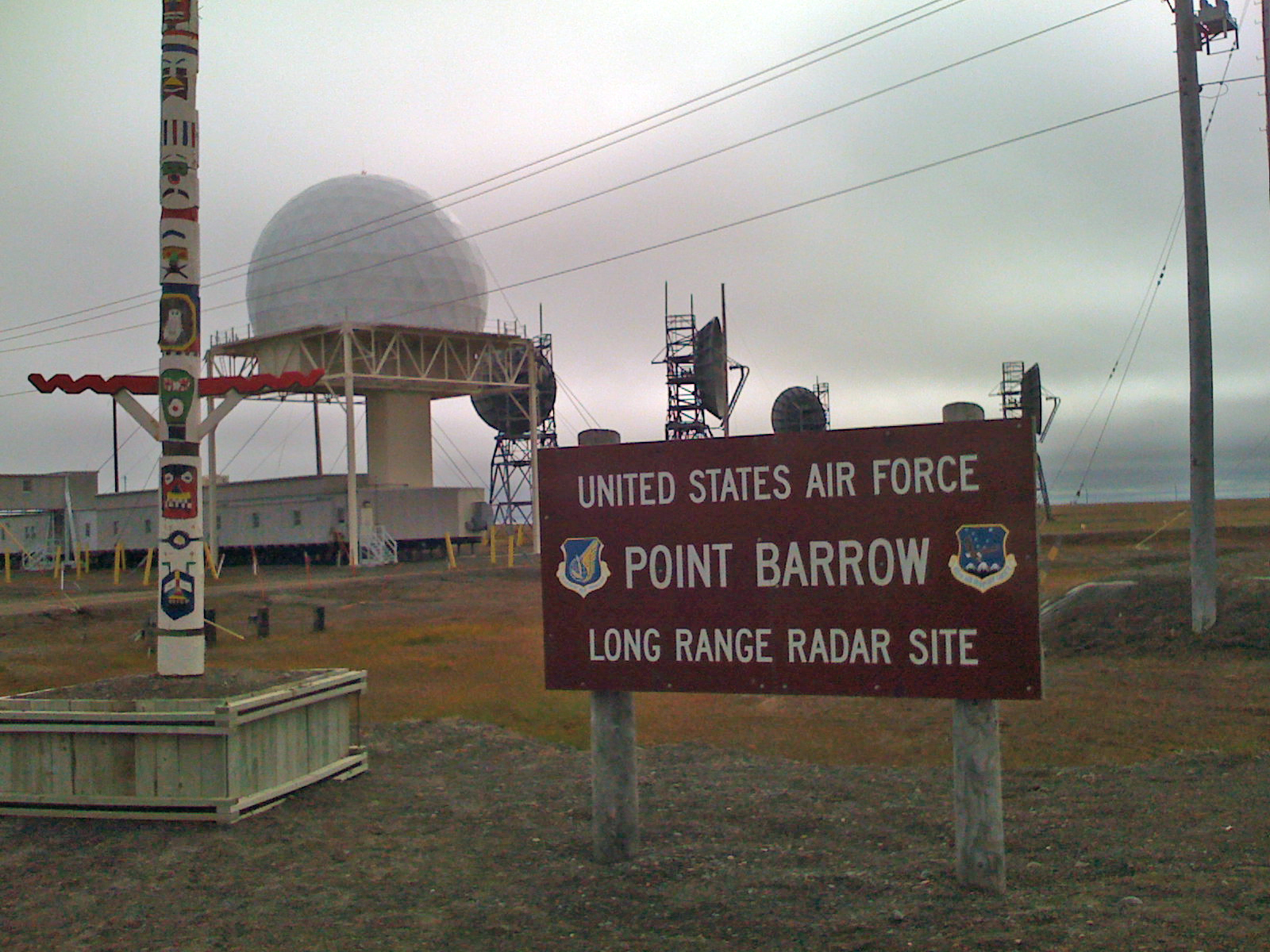
Base da Força Aérea no Point Barrow

Na linguagem Inupiaq a localização de Utqiaġvik é chamado Ukpeagvik, que significa "o lugar onde nós caçamos coruja-da-neve".
Sítios arqueológicos na área indicam que os Inupiat viviam na área desde o ano 500. Alguns vestígios de 16 habitações da cultura Birnirk datados do ano 800 ainda podem ser vistos hoje na costa do Oceano Ártico. A localização pouco acima do nível do mar põe em risco este sítio arqueológico, já que o risco de erosão é iminente.
A Marinha Real esteve na área para mapear e explorar a costa ártica da América do Norte. O Exército dos Estados Unidos estabeleceu um centro de pesquisa meteorológico e magnético em 1881.
Em 1888 uma igreja presbiteriana foi construída em Utqiaġvik e um posto do Correio dos Estados Unidos foi aberto em 1901.
Em 1935 o famoso humorista Will Rogers e o piloto Wiley Post fizeram uma parada não planejada na baía Walakpa, 24 km ao sul de Utqiaġvik, enquanto se dirigiam para esta cidade. Quando eles decolaram novamente, o avião estolou e caiu num rio, matando os 2. Agora conhecido como ponto Rogers-Post, existem 2 monumentos no local, além do aeroporto de Utqiaġvik que recebe o nome dos 2.
Utqiaġvik foi incorporada como uma cidade de primeira classe em 1958.
Em 1972 o borough de North Slope foi estabelecido. O borough, com milhões de dólares em novas receitas criou saneamento, abastecimento de água e energia, estradas, corpos de bombeiros e estabelecimentos de saúde e educação em Utqiaġvik e nas vilas do borough.

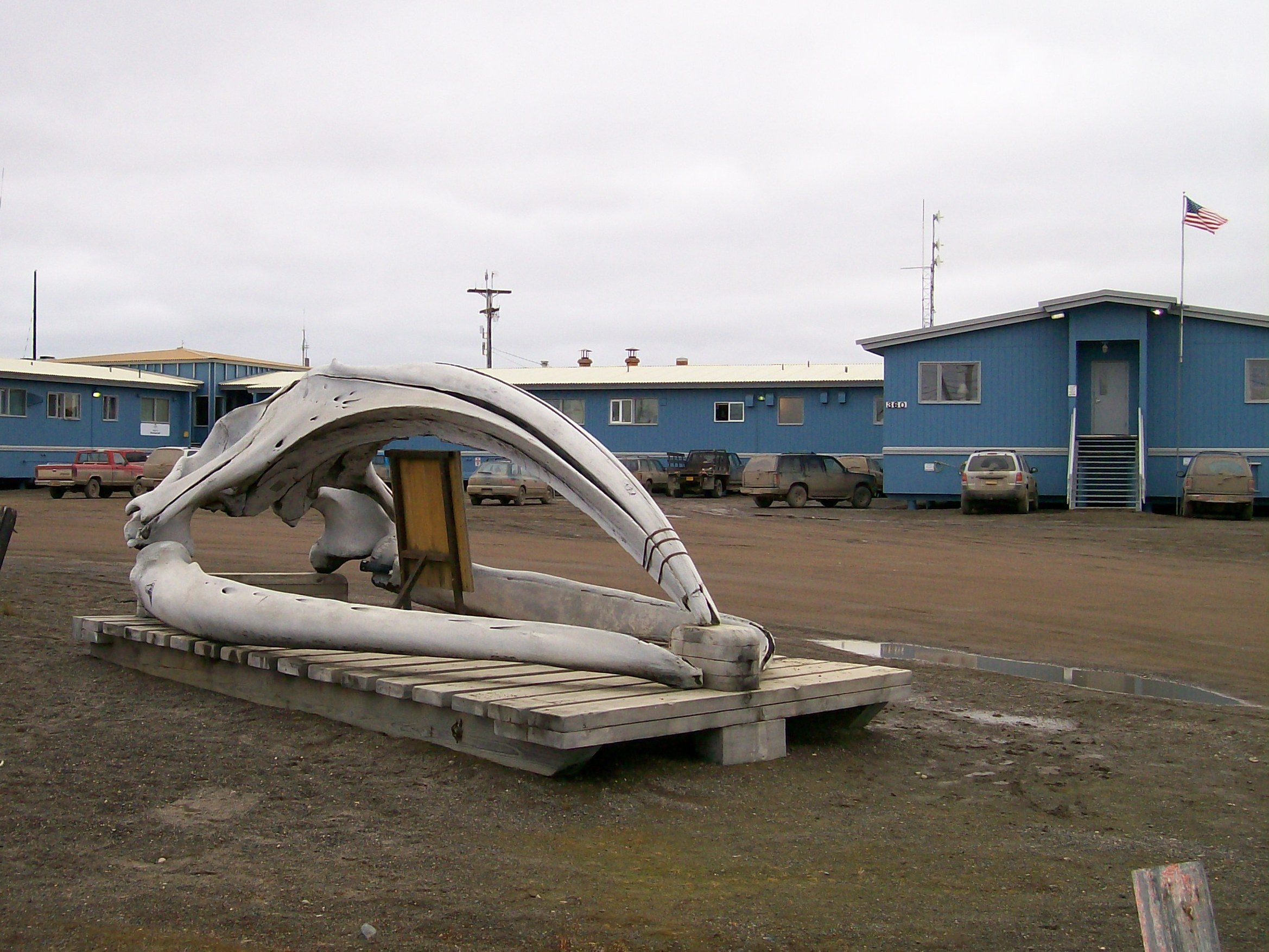
O Iḷisaġvik College

Em 1986 o borough de North Slope criou o Centro de Educação Superior do North Slope, que mais tarde se tornou o Iḷisaġvik College, que agora é uma faculdade de 2 anos dedicada a ensinar a cultura Inupiat e as necessidades do North Slope.
O Tuzzy Consortium Library, no Centro do Patrimônio Inupiat serve a comunidade do North Slope e funciona como biblioteca universitária para o Iḷisaġvik College. A biblioteca foi nomeada em homenagem a Evelyn Tuzroyluk Higbee.
Em Utqiaġvik, como em muitas comunidades do Alasca, foi promulgada a lei seca, que proíbe o comércio de bebida alcoólica, mas libera a importação, posse e consumo.
Em 1988, Utqiaġvik tornou centro de atenção mundial da imprensa quando três baleias-cinzentas da Califórnia ficaram presas no gelo marítimo. Depois de um esforço de resgate de duas semanas, duas das baleias acabaram por ser libertados por um quebra-gelos soviético. O jornalista contou detalhes do resgate e o frenesi da mídia que acompanhava no livro Freeing The Whales, lançado em 1989. Um filme baseado no acontecimento está sendo desenvolvido pela Universal Pictures, com lançamento previsto para 2012.

## Geografia

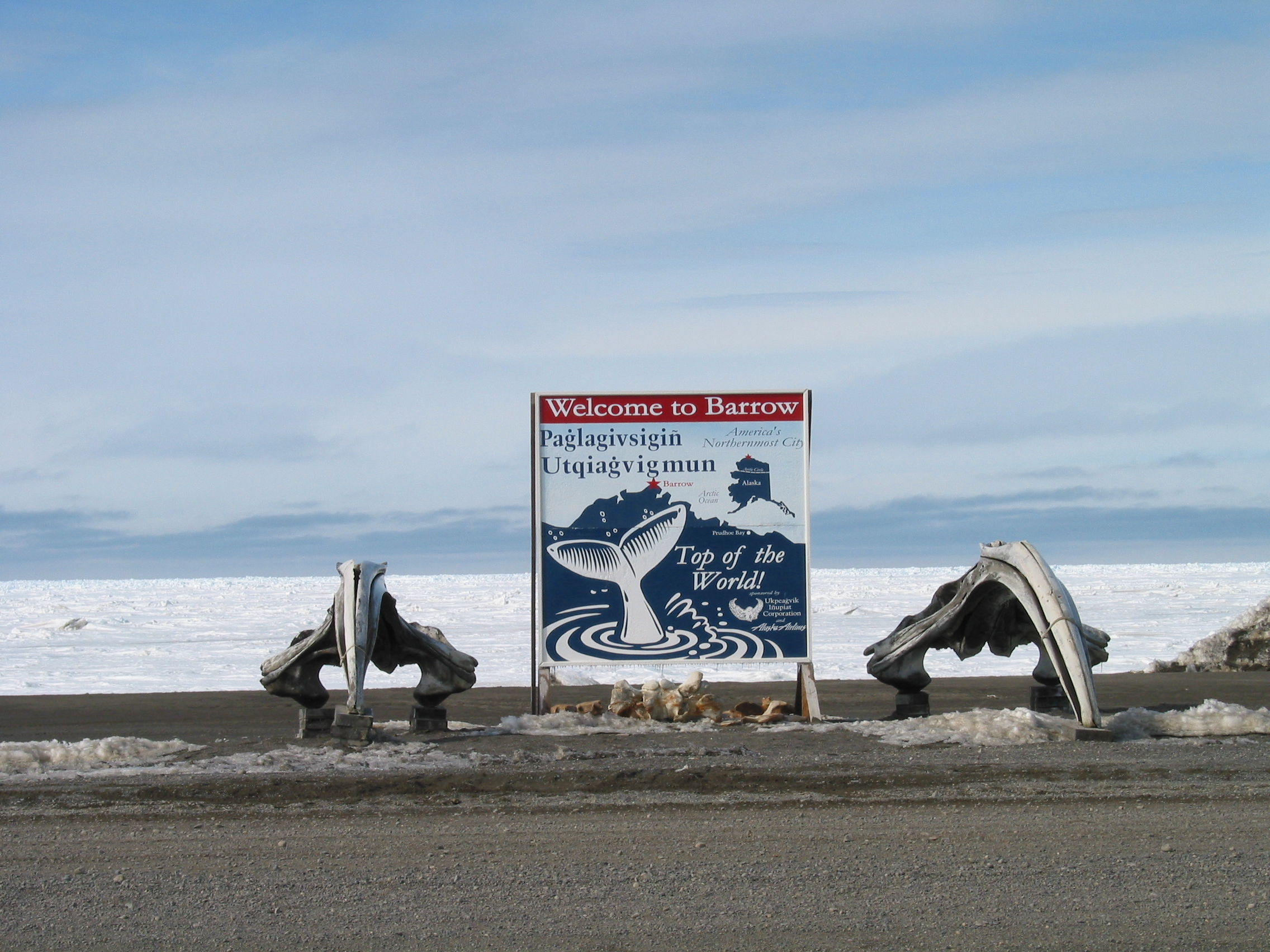
Bem-vindo a Barrow, Alasca (2004)

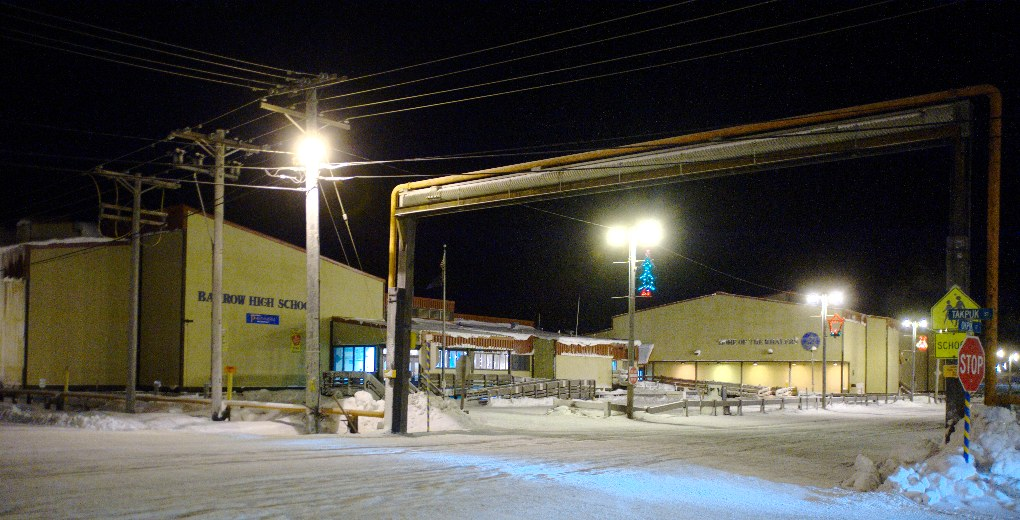
Barrow High School

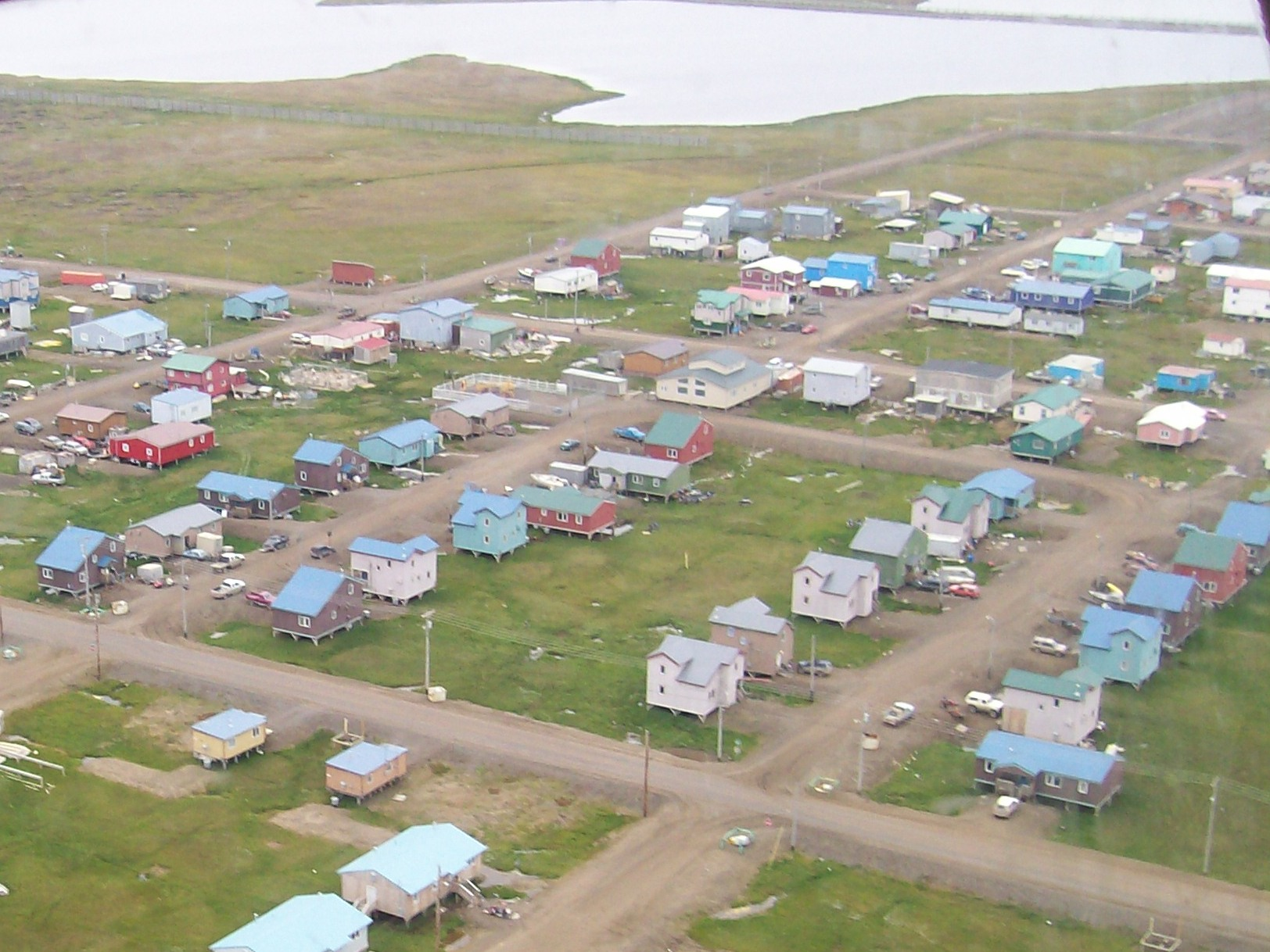
Vista aérea de Utqiagvik

Utqiaġvik está localizada em 71° 18' 1" N, 156° 44' 9" O. É a única cidade estadunidense no continente com a antípoda em terra firme (entretanto inabitada). A antípoda está na Antártida em 71° 18' 1" S, 23° 14' 1" L. Utqiakvik está a aproximadamente 2 100 km ao sul do Pólo Norte.
De acordo com o United States Census Bureau a cidade tem uma área total de 54 km², sendo 47 km² em terra e 8 km² de água. Logo, 14% da área da cidade é água. A vegetação predominante em Utqiaġvik é a tundra, que está sobre um permafrost com mais de 400 m de profundidade..
Utqiaġvik é rodeada pela Reserva Nacional de Petróleo do Alasca.

### Clima
Devido a estar localizada a 515 km ao norte do Círculo Polar Ártico, o clima de Utqiaġvik é frio e seco, sendo classificado como um clima polar. O tempo no inverno pode ser bastante perigoso devido a combinação de frio e vento, enquanto os verões são frescos. As observações meteorológicas de Utqiaġvik estão disponíveis desde o século XIX. Atualmente há em Utqiaġvik um escritório do Serviço Nacional de Meteorologia dos Estados Unidos e um laboratório de monitoramento do clima do NOAA.
Mesmo com a localização extremamente setentrional, as temperaturas em Utqiaġvik são moderadas por conta da topografia. O Oceano Ártico está a norte, leste e oeste e a tundra plana estende-se por 300 km ao sul. Assim, não há barreiras de vento ou vales protegidos onde o ar frio e denso poderia se estabelecer ou formar inversões de temperatura na baixa atmosfera como ocorre no interior entre a cordilheira Brooks e a cordilheira do Alasca.
No entanto, Utqiaġvik tem as menores temperaturas médias do Alasca. Embora seja raro Utqiaġvik registrar as temperaturas mais baixas do estado durante as ondas de frio, condições de vento frio ou neve são muito comuns.
As temperaturas permanecem abaixo de zero de outubro até maio. A temperatura máxima está acima de zero em apenas 109 dias do ano aproximadamente. Há temperaturas abaixo de zero numa média de 324 dias por ano. Temperaturas negativas e neve podem ocorrer em qualquer mês do ano.
Utqiaġvik é um deserto, com uma precipitação equivalente a menos de 127 mm de chuva por ano. Isso inclui menos de 76 cm de neve, dado que 2,5 cm de chuva equivale a aproximadamente 30,5 cm de neve.
A primeira neve (aquela que não derrete até a primavera seguinte) geralmente ocorre durante a primeira semana de outubro, quando as temperaturas deixam de estar positivas. Outubro é normalmente o mês com a maior quantidade de neve, quando neva praticamente todo dia, formando um total acumulado cerca de 18 cm. Também pode nevar durante o verão.
O sol se põe no dia 18 ou 19 de novembro e fica abaixo do horizonte por cerca de 65 dias. Isto cria uma noite polar que dura até o sol nascer novamente em 22 ou 23 de janeiro. Durante a primeira metade da noite polar o tempo do crepúsculo diminui diariamente até o solstício de inverno (21 ou 22 de dezembro), quando dura apenas 3 horas.
Além das baixas temperaturas e da noite polar, Utqiaġvik é um dos lugares mais nublados da Terra. Devido aos ventos predominantes de leste vindos do Oceano Ártico, Utqiaġvik fica completamente nublada em pouco mais de 50% do ano. Em 62% do tempo o céu está no mínimo 70% encoberto. Os tipos de nuvens são principalmente baixos stratus e neblina; formações de cumulus são raras. O tempo está mais nublado em agosto e setembro, quando o oceano está livre de gelo. Névoa densa ocorre numa média de 65 dias no ano, principalmente durante o verão. Névoa de gelo pode ocorrer durante o inverno, principalmente quando a temperatura fica abaixo de -34 °C.
Frio seriamente intenso começa geralmente em janeiro, e fevereiro é geralmente o mês mais frio, com uma média de -27 °C.  Em março o sol está no céu aproximadamente 9 horas, a temperatura aumenta alguns graus e os ventos tornam-se mais intensos. Em abril as temperaturas tornam-se menos extremas, numa média de -17 °C. A partir de 11 ou 12 de maio o sol pode ser observado 24 horas por dia, no fenômeno conhecido com sol da meia-noite. O sol não se põe por 82 ou 83 dias, até 31 de julho ou 1 de agosto. Em junho a média de temperatura passa a ser positiva (2 °C) e se mantém assim até o meio de setembro.
Julho é o mês mais quente do ano, com máximas em torno de 8 °C e mínimas em torno de 1 °C. A partir do fim do mês o oceano fica livre de gelo e fica assim até outubro.
A variação dos ventos durante o ano é limitada, com os meses do outono com mais vento. Ventos extremos (60 a 100 km/h) já foram observados todos os meses. A condição comum do vento é com uma média de 20 km/h vindo do leste.

## Demografia

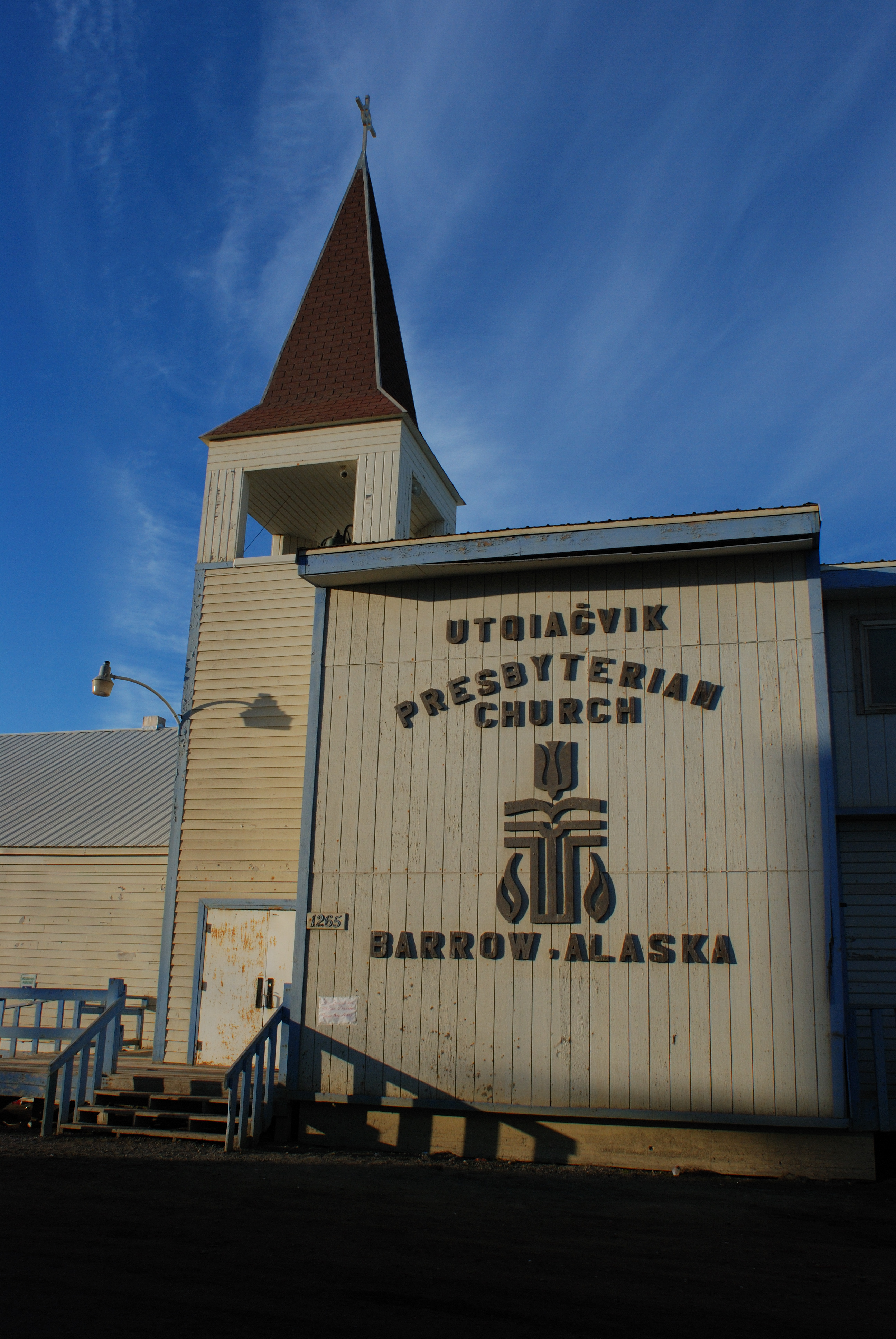
Igreja em Utqiaġvik

No censo de 2000, foram contabilizadas 4 683 pessoas, 1 399 residências e 976 famílias residindo na cidade. A densidade populacional é de 91.1 hab./km². Havia 1 620 unidades habitacionais, com uma média de 34 por km². A composição racial da cidade é de 21,83% de brancos, 1,00% de negros ou afro-americanos, 57,19% de nativos americanos, 9,41% de asiáticos, 1,35% de nativos das ilhas do Pacífico, 0,70% de outras raças e 8,51% de duas ou mais raças. Latinos ou hispânicos de qualquer raça eram 3,34% da população.
Havia 1 399 residências sendo que em 56,5% delas havia crianças com menos de 18 anos, 45,2% tinham casais, 14,8% tinham mulheres sem maridos presentes e 28,0% eram de casas onde não havia famílias. 23,0% das residências tinham pessoas que viviam sozinhas e em 1,8% dessas moravam pessoas com mais de 65 anos. A média do agregado familiar era de 3,35 pessoas e a das famílias era de 4,80.
Na cidade, 27,8% da população tinha menos de 18 anos, 13,3% de 18 a 24 anos, 31,6% de 25 a 44 anos, 19,4% de 45 a 54 anos e 3,4% com mais de 65 anos. A média etária era de 29 anos. Para cada 100 mulheres havia 107,1 homens. Para cada 100 mulheres com mais de 18 anos havia 109,5 homens.
A renda média residencial era de US$ 63 094,09 e a renda média de cada família era de US$ 68 223. Homens tinham uma renda média de US$ 51 959 e as mulheres de US$ 46 382. A renda média per capita da cidade era de US$ 22 902. Cerca de 7,7% das famílias e 8,6% da população estava abaixo da linha da pobreza. Dentre estes, 7,2% tinham menos de 18 anos e 13,12% tinham mais de 65 anos.
| Ano  | População |
| ---- | --------- |
| 1940 | 400       |
| 1960 | 1300      |
| 1970 | 2100      |
| 1980 | 2200      |
| 1990 | 3500      |
| 2000 | 4683      |

Em 3 de março de 2009 o website "www.cityofbarrow.org" informou que a cidade era a maior do borough de North Slope, com uma população de 4429 habitantes, sendo que aproximadamente 61% eram Inupiats.

## Economia

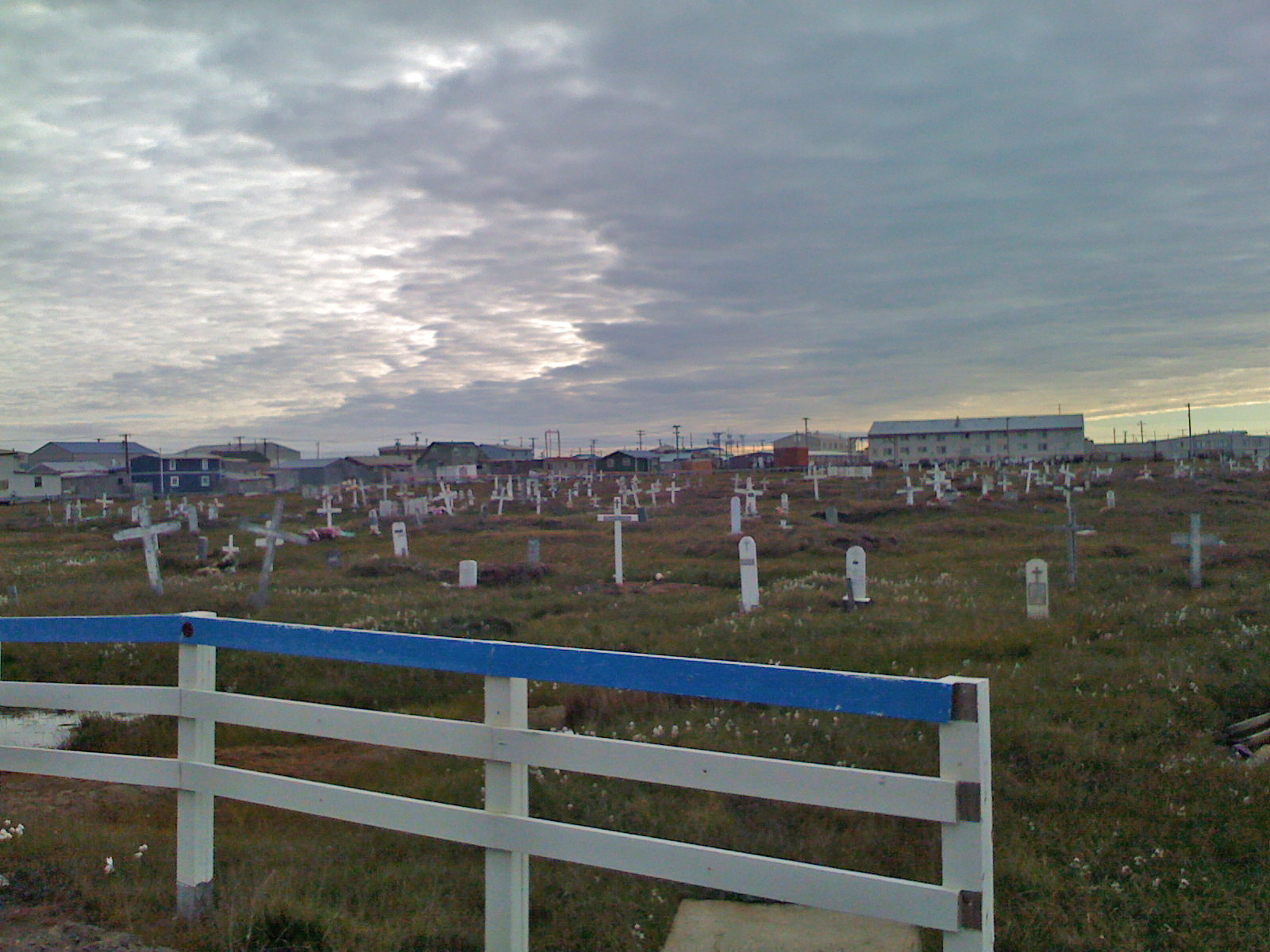
Cemitério de Utqiaġvik

Utqiaġvik é o centro econômico do borough de North Slope, a cidade com a maior oferta de empregos e com diversas empresas que oferecem serviços de apoio as operações nos campos de exploração de petróleo. Agências estaduais e federais também são fontes de emprego. O sol da meia-noite tem atraído turistas e o artesanato provê alguma renda. Muitos moradores dependem de fontes alimentares de subsistência: baleias, focas, ursos polares, morsas, aves aquáticas, caribus e peixes são caçados na costa ou rios e lagos próximos. Utqiaġvik é sede da Arctic Slope Regional Corporation.

## Transportes

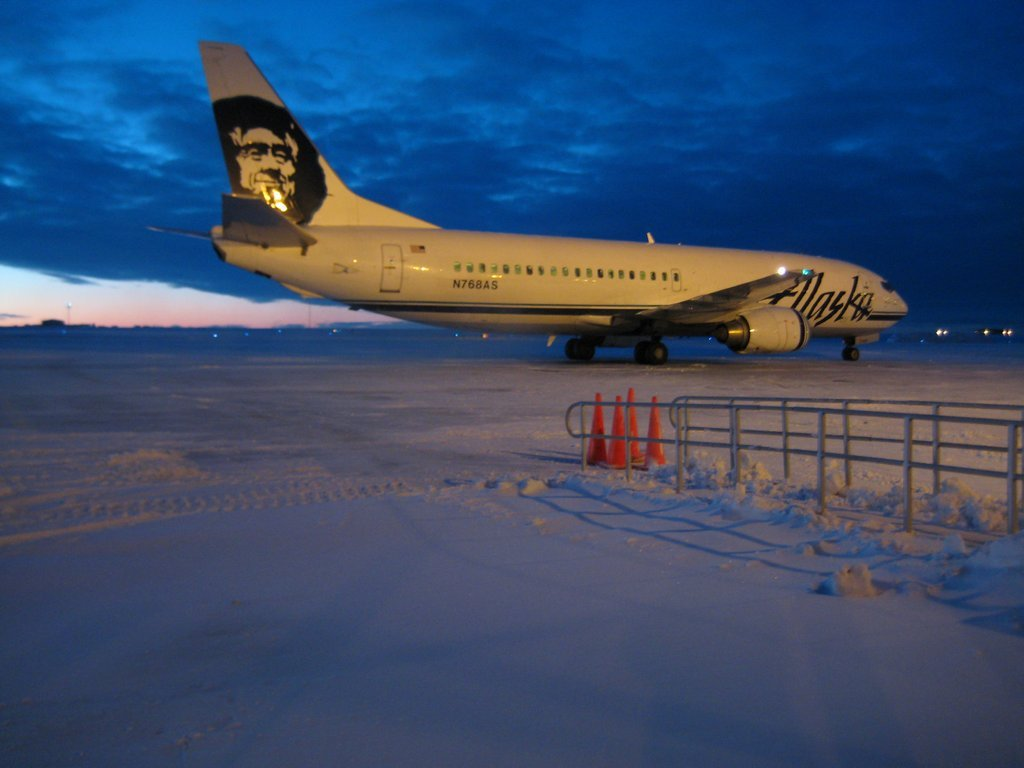
Boeing 737-400 Combi da Alaska Airlines no Wiley Post-Will Rogers Memorial Airport em dezembro de 2007

As rodovias em Utqiaġvik não são pavimentadas e não há estradas saindo de Utqiaġvik para o resto do estado. Utqiaġvik é servido pela Alaska Airlines no Wiley Post-Will Rogers Memorial Airport com voos para Anchorage e Fairbanks. Voos para estas cidades também são operados pela Era Aviation. Carga chega durante o ano todo por via aérea e por mar durante os meses nos quais o mar está livre de gelo.
Utqiaġvik também serve como um centro regional de transportes para as vilas da costa ártica do Borough de North Slope. Muitos voos diários com aeronaves a jato vindas de Deadhorse(Prudhoe Bay), Fairbanks e Anchorage proveem correios, cargas e transporte de passageiros se conectam com voos de aeronaves pequenas que proveem serviço regular para pequenas vilas, de Kaktovik no leste até Point Hope no oeste. A cidade também é servida por vários rádio-táxis, que geralmente utilizam pequenos veículos com tração nas 4 rodas.

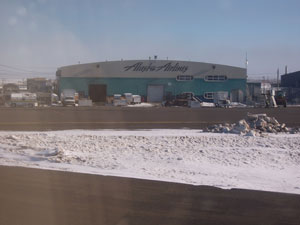
Terminal da Alaska Airlines no Wiley Post-Will Rogers Memorial Airport

## Mídia

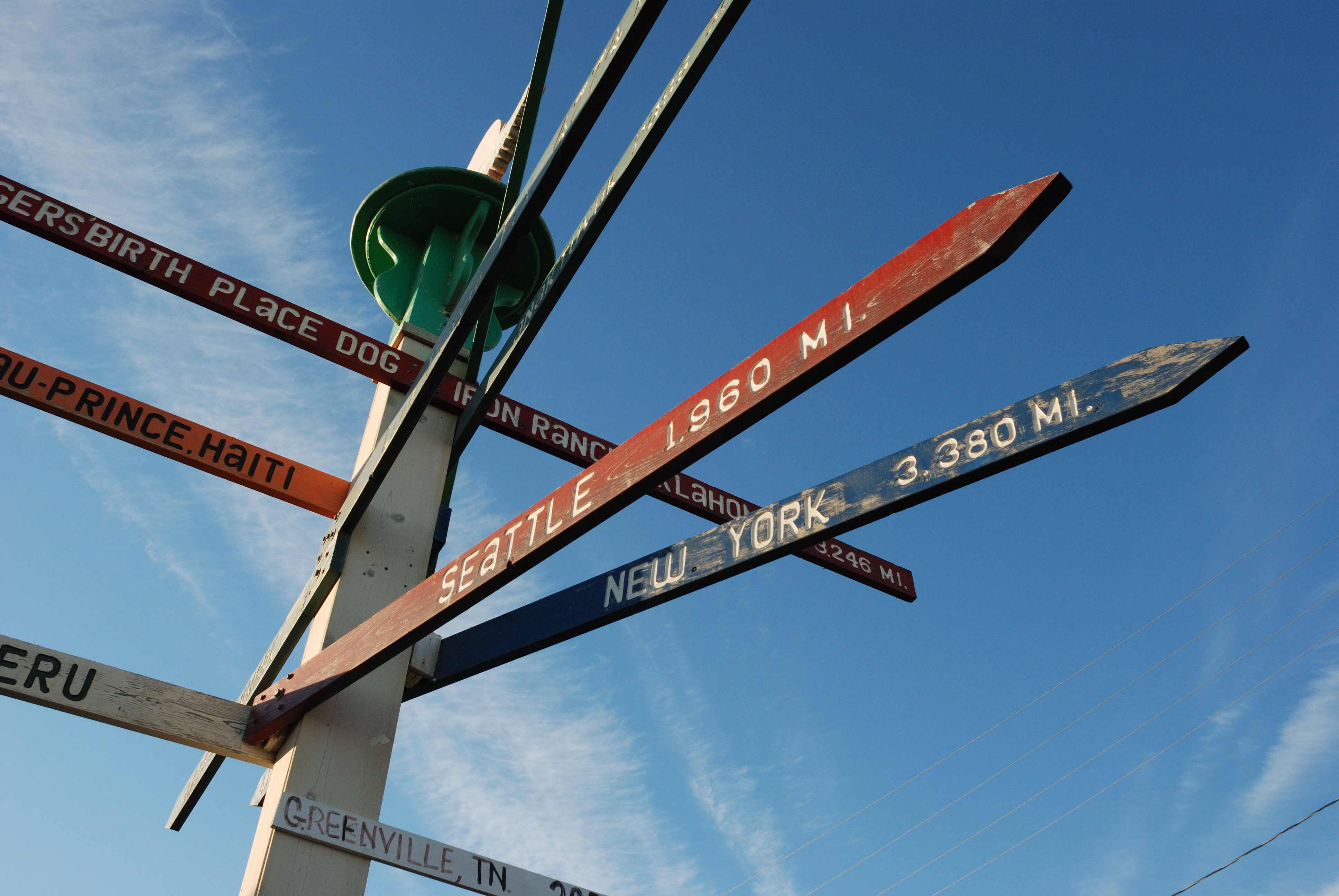

A estação de rádio KBRW AM/KBRW FM transmite em Utqiaġvik em 680 kHz AM e 91,9 MHz FM. A KBRW também transmite via repetidores FM seu sinal para todas as vilas no borough de North Slope.
O Arctic Sounder é um jornal publicado semanalmente pela Alaska Newspapers, Inc., com notícias sobre o North Slope, que inclui Utqiagvik e o borough de Northwest Arctic, que inclui Kotzebue, no noroeste do estado.

## Esportes

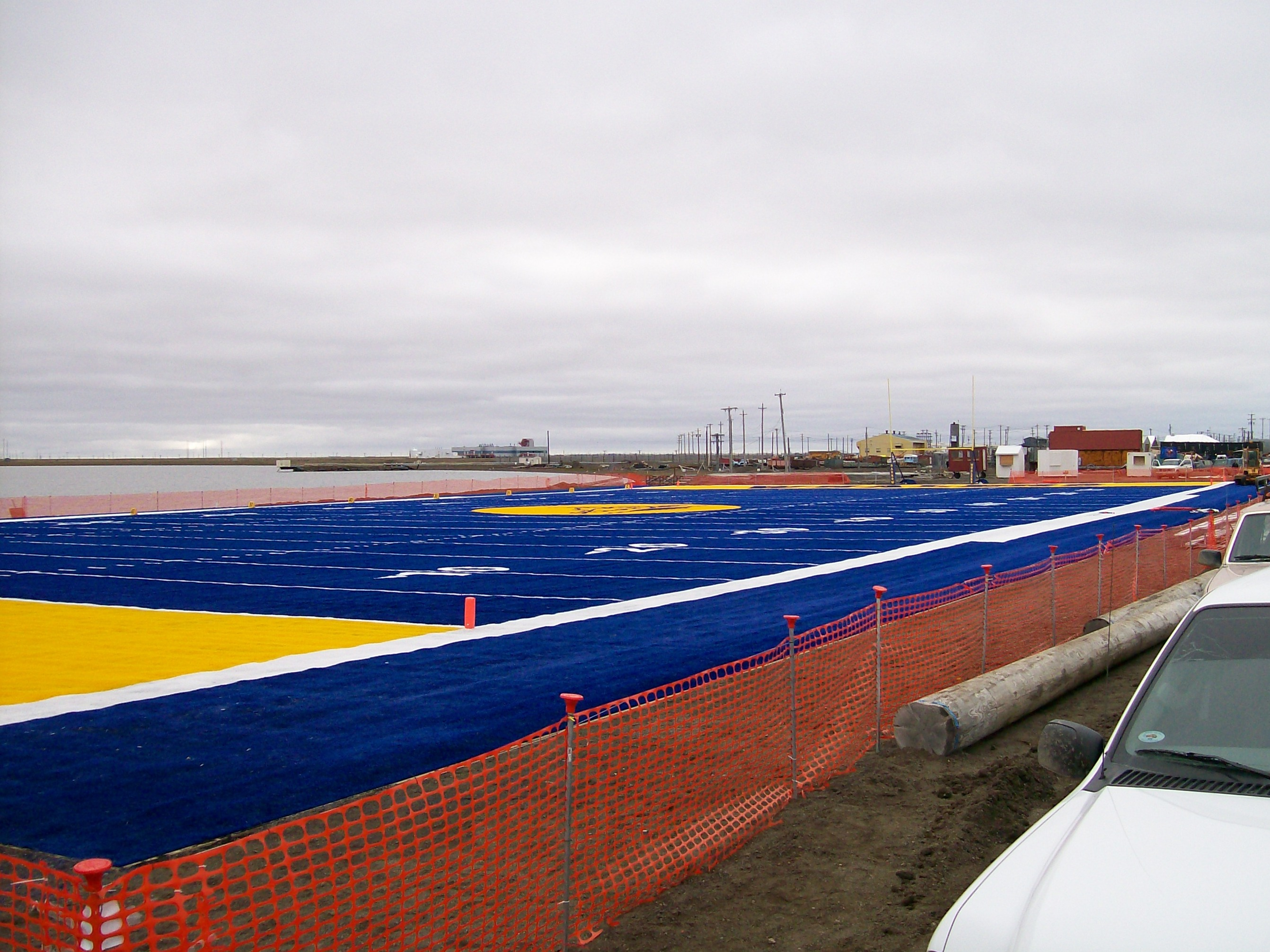
Campo de grama artificial dos Barrow Whalers

Em 19 de agosto de 2006 os Barrow Whalers da Barrow High School jogou o primeiro jogo oficial de futebol americano no Ártico contra o time da Delta Junction High School. Utqiaġvik gravou sua primeira vitória, duas semanas depois; os jogadores e o técnico saltaram no Oceano Ártico, a apenas 91 metros do campo de terra improvisado.
Em 17 de agosto de 2007 os Whalers jogaram o primeiro jogo da temporada em seu novo campo de grama artificial. O jogo histórico, com a participação do ex-jogador do Chicago Bears Dick Butkus foi o primeiro evento esportivo dos Estados Unidos acima do Círculo Ártico a ser transmitido ao vivo via internet.

## Representações na cultura popular
Utqiaġvik é o cenário para uma série de histórias em quadrinhos de horror, intitulada 30 Dias de Noite. O enredo é sobre vampiros que se aproveitam dos mais de um mês de escuridão que acontece anualmente na cidade para participar de uma matança. O filme, sucesso comercial, em homenagem e baseado na história em quadrinhos, foi lançado em 19 de outubro de 2007, seguido por uma sequência lançada em 23 de julho de 2010.